# آمارال (بازیکن فوتبال، زاده ۱۹۶۶)
واگنر پریرا کاردوسو (به پرتغالی: Wagner Pereira Cardozo) مهاجم اهل برزیل است که در شهر ایالت سائوپائولو و در تاریخ ۱۶ اکتبر ۱۹۶۶ به دنیا آمده‌است.
واگنر پریرا کاردوسو در تیم‌های فوتبال Comercial، Capivariano، Ituano، پالمیراس، باشگاه فوتبال توکیو، Shonan Bellmare، FC Horikoshi / Arte Takasaki، F.C. Kariya سابقهٔ حضور دارد.